# Tiroteio de North Hollywood
O Tiroteio de North Hollywood, às vezes referido como Batalha de North Hollywood, foi um confronto armado travado entre dois assaltantes de banco fortemente armados e membros do Departamento de Polícia de Los Angeles (LAPD) no bairro de North Hollywood em 28 de fevereiro de 1997. Ambos os bandidos foram mortos na troca de tiros. Cerca de onze policiais e sete civis foram feridos, além de vários veículos alheios e propriedades pela área sendo danificados pelas mais de 1 750 balas disparadas no confronto (por ambos os lados).

## Os responsáveis
Larry Eugene Phillips, Jr. (cidadão americano, nascido em 20 de setembro de 1970) e Emil Decebal Mătăsăreanu (nascido em 19 de julho de 1966 na Romênia) se conheceram na academia Gold's Gym no distrito de Venice, na cidade de Los Angeles, em 1989. Phillips já tinha passagens pela polícia, por fraude e roubo de loja, e Emil era um profissional mal-sucedido da área de eletrônica.
Em 20 de julho de 1993 os dois roubaram um carro blindado de transporte de valores da agência FirstBank em Littleton, Colorado. Em 14 de junho de 1995, eles roubaram outro blindado no bairro de Winnetka, em Los Angeles, matando um guarda no processo, Herman Cook, e ferindo gravemente outro. Em maio de 1996, os dois assaltaram uma agência do Bank of America no Vale de San Fernando, também em Los Angeles, roubando aproximadamente US$ 1,5 milhões de dólares. Phillips e Mătăsăreanu passaram então a ser investigados a nível federal, sendo taxados como extremamente perigosos devido ao armamento que possuíam.

## O confronto
O assalto a agência do Bank of America no bairro de North Hollywood, em Los Angeles, foi planejado por meses. Phillips e Emil Mătăsăreanu prepararam seus equipamentos, que incluíam pistolas, grossos coletes a prova de bala e fuzis Type 56 (ilegalmente modificado para tornar a arma automática), um HK-91 e um rifle Bushmaster XM15. Os cartuchos de munição foram modificados para carregarem mais munição. Emil também tomou drogas para tentar acalmar seus nervos.
Em 28 de fevereiro de 1997, precisamente as 9:17 h da manhã, Larry e Emil chegaram, dirigindo um Chevrolet Celebrity, na agência do Bank of America na movimentada Avenida Laurel Canyon. Os dois haviam cronometrado que teriam cerca de oito minutos para realizar o assalto antes que a polícia de Los Angeles chegasse. Porém dois policiais, Loren Farrell e Martin Perello, avistaram os assaltantes entrando no banco e pediram reforços.
Os dois entraram na agência atirando para o teto e pedindo para que os clientes deitassem no chão. Larry ficou cuidando dos reféns, enquanto Emil foi até os funcionários para ver o dinheiro. No cofre havia quase US$ 750 mil dólares, bem menos que o esperado. Frustrado, Emil disparou contra o cofre, danificando boa parte do dinheiro. Ele acabou saindo de lá com apenas US$ 303 mil dólares.
Nesse momento, já havia unidades da polícia de Los Angeles do lado de fora. Ao ouvir os tiros dentro da agência, eles pediram mais reforços. Em questão de minutos, o banco já estava completamente cercado. As 9:32 h Larry Phillips saiu do banco e se deparou com os policiais. Ignorando os pedidos para se render ele retornou para dentro. Vários minutos depois, Larry e Emil deixaram o banco de vez, por direções opostas, com Phillips saindo pela porta da frente. Iniciou-se então um pesado tiroteio entre os assaltantes e os policiais. Os agentes da lei estavam armados apenas com pistolas 9 mm (como a Beretta 92) e revolveres calibre .38 (como o Smith & Wesson Model 15). Poucos carregavam escopetas. Já os assaltantes estavam fortemente armados e tinham coletes capazes de deter balas de armas de calibre pequeno.
Os bandidos Phillips e Mătăsăreanu não tinham tanta precisão com suas armas, mas sua prioridade era fugir. Assim, eles preferiram dar cobertura um para o outro, com um correndo enquanto o colega abria fogo para dar cobertura. Vários policiais ficaram feridos (mas nenhuma fatalidade foi reportada). Alguns civis foram atingidos por balas perdidas, mas ninguém morreu. Apesar da grande superioridade numérica da polícia, o armamento pesado dos assaltantes forçou o recuo dos agentes da LAPD. Mătăsăreanu entrou em um carro sedan e foi dirigindo lentamente para longe da agência do Bank of America, com Phillips andando a pé devagar ao seu lado disparando contra os policiais. O tiroteio seguiu até as ruas adjacentes ao banco, com os suspeitos entrando em uma área residencial.
Enquanto ambos os suspeitos tentavam achar meios para fugir, a SWAT chegou ao local. O tiroteio ganhou mais intensidade, com as rotas de fuga sendo cortadas. Phillips carregava dois fuzis, um HK-91 e um Type 56. Os agentes da SWAT estavam melhor armados que a polícia de Los Angeles, usando rifles AR-15 e M-16. Eles também possuíam veículos blindados, que davam mais proteção.

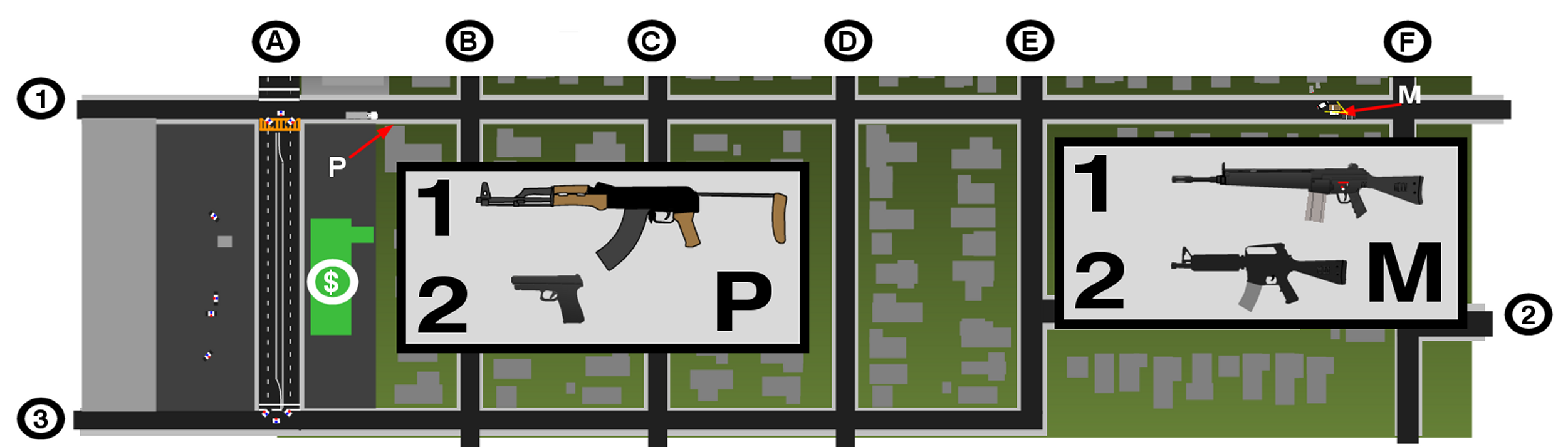
Mapa mostrando o lado de fora do banco ($) e os arredores, como a localização final de Phillips (P) e a Mătăsăreanu (M).
Ruas-
A: Avenida Laurel Canyon - B: Avenida Agnes - C: Avenida Ben - D: Avenida Gentry - E: Avenida Radford - F: Avenida Morella
1: Rua Archwood - 2: Rua Lemay - 3: Rua Kittridge.

As 9:52 h da manhã, Phillips se separou de vez de Mătăsăreanu e tomou outra rota de fuga. Perto da rua Archwood, ele firmou posição atrás de um pequeno caminhão e abriu fogo violentamente contra policiais que se aproximavam. Alguns minutos depois seu rifle Type 56 travou. Ele então sacou uma pistola Beretta 92 e continuou atirando. Phillips então foi acertado na mão por um disparo vindo da polícia. Ele acabou soltando sua arma e então baixou para pega-la novamente. Enquanto aparentemente tentava faze-la funcionar novamente a arma disparou acidentalmente e o feriu na cabeça. Outra hipótese afirma que Phillips podia estar tentando cometer suicídio. Enquanto ele caia no chão, o policial John Caprarelli atirou na parte superior do torso dele, acertando sua coluna. Não se sabe se foi este disparo ou o ferimento auto-infligido que o tenha matado. Vários disparos foram feitos pela polícia contra Phillips enquanto ele estava no chão agonizando. O suspeito acabou morrendo devido a extensiva perda de sangue. Mesmo assim, ele foi algemado e a máscara de esqui que cobria seu rosto foi removida.
Enquanto isso, Emil Mătăsăreanu tentava fazer sua fuga por carro tipo sedan. Três quadras de onde Phillips havia morrido, ele deixou seu veículo e roubou um Jeep Gladiator que estava no meio da rua, mas não conseguiu faze-lo funcionar. Quando ele começou a transferir suas armas para o outro carro, uma unidade da SWAT chegou e o tiroteio se reiniciou. A troca de tiros durou quase dois minutos e meio, com Emil levando alguns disparos no peito, mas foi protegido por seu colete. Um dos policiais se abaixou e disparou com seu fuzil AR-15 contra as pernas do suspeito, atingindo-o. Mătăsăreanu então ergueu suas mãos em sinal de rendição. Os policiais se aproximaram e começaram a algema-lo. Perguntando seu nome, Emil disse "Pete". Quando questionado se havia mais suspeitos ele respondeu "Vai se foder, atirem em mim na cabeça!". Uma ambulância foi então chamada, mas Mătăsăreanu continuou a berrar para que ele fosse morto. A ambulância chamada demorou vários minutos para chegar e o segundo suspeito acabou morrendo devido a maciça perda de sangue. Um exame póstumo confirmou que Emil foi baleado vinte vezes nas pernas.
Os dois suspeitos dispararam mais de 1 100 balas. O modelo AK-47 usado pelos suspeitos teria sido comprada ilegalmente e modificada de forma não autorizada pelas autoridades. Um debate sobre controle de armas nos Estados Unidos foi feito pela imprensa e pela população após o incidente. O fato da polícia estar muito mal armada em comparação com os bandidos também causou controvérsia. Outro assunto delicado foi a acusação de que a polícia intencionalmente deixou os suspeitos morrerem devido aos seus ferimentos, negligenciando a eles atendimento médico. Ainda assim, em 1998 (um ano após o tiroteio), cerca de dezoito policiais receberam medalhas por bravura.
Devido ao grande número de feridos e tiros disparados, a quantidade de armas usadas e a extensão do tiroteio, o incidente é marcado como um dos mais sangrentos e intensos confrontos travados pela polícia dos Estados Unidos.

### As principais armas utilizadas pelos suspeitos

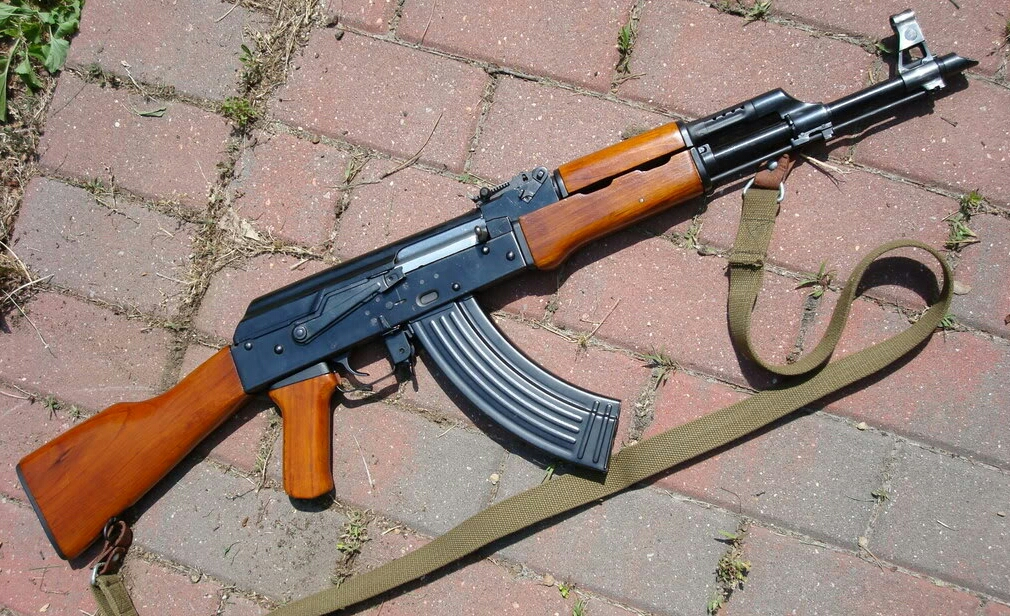
Um Type 56 (variante da AK-47).
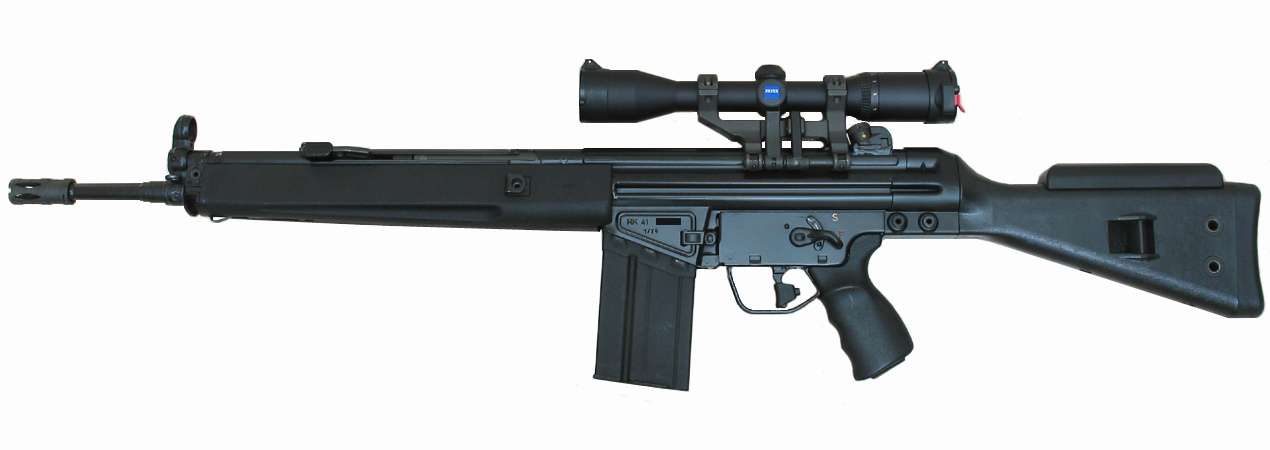
O rifle HK-91 (variante do H&K G3).
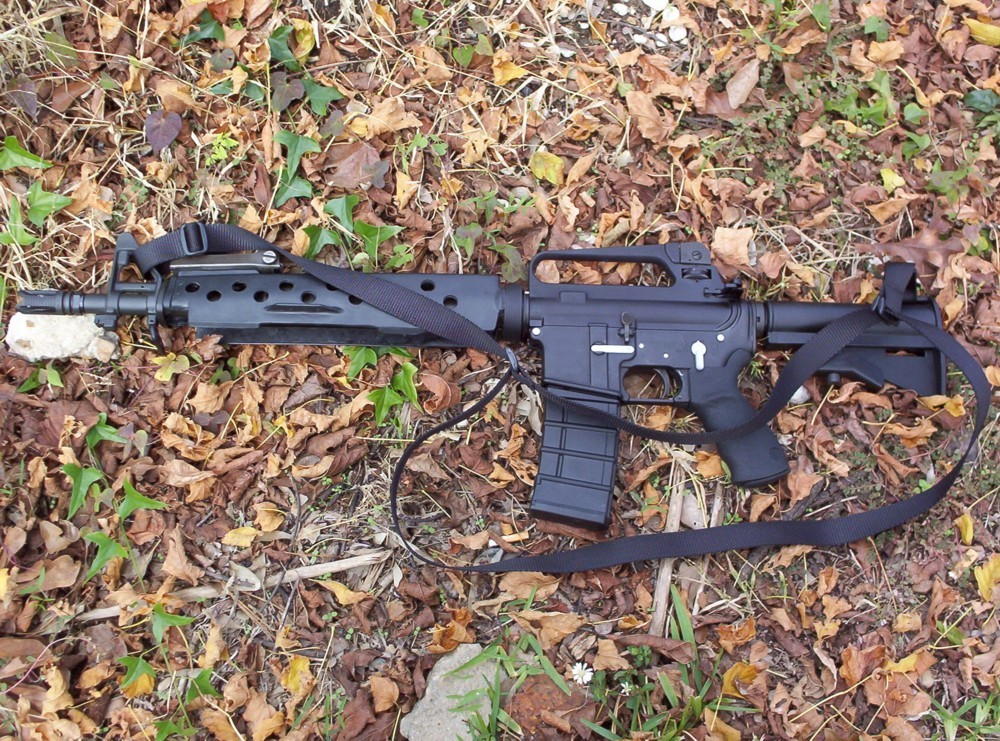
Fuzil Bushmaster XM15 Dissipator.